# Musefiu Ashiru
Musefiu Olasunkanmi Ashiru (* 26. června 1994, Nigérie) je nigerijský fotbalový záložník, hráč klubu FC Zbrojovka Brno.

## Klubová kariéra
V Nigérii hrál v týmu FC Ebedei.

### FC Midtjylland (+ hostování)
Ještě jako mládežník přestoupil do dánského týmu FC Midtjylland, kde si také odbyl premiéru v seniorském fotbale. V průběhu působení v Dánsku hostoval také v týmech Ringkøbing IF a Skive IK.

### 1. FC Tatran Prešov
Na podzim roku 2016 působil ve slovenském týmu 1. FC Tatran Prešov, kde odehrál 14 zápasů, ve kterých vstřelil pět branek.

### FC Zbrojovka Brno
V zimní přestávce sezóny 2016/17 přestoupil z Tatranu Prešov do českého prvoligového klubu FC Zbrojovka Brno. V 1. české lize debutoval 18. února 2017 proti FK Teplice (remíza 1:1). V jarní části ročníku 2016/17 pak odehrál 11 ligových zápasů, ve kterých branku nevstřelil.

### DAC Dunajská Streda (hostování)
V září 2017 odešel ze Zbrojovky na půlroční hostování do slovenského prvoligového mužstva DAC Dunajská Streda.